# Soko Tierschutz
Der SOKO Tierschutz e. V. ist ein 2012 in Deutschland gegründeter gemeinnütziger Verein, der sich für Tierrechte einsetzt. Er finanziert sich über Mitgliedsbeiträge und Spenden.

## Methode
Der Verein setzt langwierige und laut Eigenaussage umfassende Recherchen vor Veröffentlichung ein. Der Verein betreibt verdeckte Ermittlungen an Orten, an denen Tieren mutmaßlich Leid zugefügt wird, informiert die Medien und erstattet gegebenenfalls Strafanzeige. Themenschwerpunkte sind in der Öffentlichkeit als skandalträchtig angesehene Vorgänge aus der Landwirtschaft, Tierhaltung und Forschung an Versuchstieren in Universitäten, Forschungseinrichtungen und Pharmaunternehmen.

## Ziel
In den Zielen der Organisation heißt es: „Wir wollen dem Wort Tierschutz seine ursprüngliche Bedeutung wiedergeben, die von den großen Organisationen bis zur Unkenntlichkeit verwässert wurde. Tierschutz bedeutet Schutz vor Tod, Schmerz und Angst. Die eindeutige Konsequenz ist die Umsetzung der Tierrechte und der veganen Lebensweise. Um dies zu erreichen gehen wir dort hin, wo Tiere leiden. Egal, ob es sich um den kleinen Bauernhof um die Ecke oder die letzten Verstecke der Tierquäler in Fernost handelt. Für uns spielt es keine Rolle, ob auf dem Stall Freiland, Bio oder Konventionell steht. Wir zeigen die Realität hinter den Mauern und Absperrzäunen. Unsere Taktik ist die investigative Recherche, unser Ziel ist es, die Wahrheit über die Tierhaltung und ihre Folgen für die Umwelt und den Verbraucher aufzudecken. Wir distanzieren uns von jeglicher Gewalt gegen Lebewesen und Gegenstände, Hassreden und Menschenverachtung. Die Durchsetzung der Tierrechte ist nur auf friedlichen demokratischen Weg unter Berücksichtigung der aller Lebewesen möglich.“

## Aktivitäten

### Bad Iburg
2018 deckte die Organisation mit Videoaufnahmen schwerwiegende Verstöße gegen das Tierschutzgesetz in einem Rinderschlachthof in Bad Iburg (Niedersachsen) auf, die zu dessen Schließung führten. Die zuständigen Veterinärmediziner des Landkreises Osnabrück wurden entlassen; bis August 2022 wurden 48 Verfahren geführt, die zumeist mit Geldstrafen endeten. Ende August 2022 wurden drei Angeklagte – der frühere Geschäftsführer und zwei Beschäftigte – vom Amtsgericht Bad Iburg zu Haftstrafen auf Bewährung sowie Geldstrafen verurteilt.

### Operation Alekto
Der Verein Ärzte gegen Tierversuche führt seit 2009 eine Kampagne gegen Hirnforschung an Rhesusaffen an vier Instituten in Tübingen. Im Jahr 2014 geriet eines davon, das Max-Planck-Institut für Biologische Kybernetik, in die Schlagzeilen als Aufnahmen veröffentlicht wurden, die schwere Misshandlungen der Affen zeigten. Ein Tierpfleger der Organisationen SOKO Tierschutz und Cruelty Free International hatte monatelang verdeckt im Versuchslabor gefilmt. Ärzte gegen Tierversuche erstattete im Januar 2015 Strafanzeige bei der Staatsanwaltschaft Tübingen.
Im September 2014 sendete Stern TV einen Beitrag über Tierversuche an Affen am Max-Planck-Institut für biologische Kybernetik in Tübingen, in welchem Aufnahmen aus verdeckter Recherche von Soko Tierschutz zu sehen waren, in denen der Umgang der Mitarbeiter mit den Tieren dokumentiert wurde.
Stefan Treue, der von der Max-Planck-Gesellschaft als Sachverständiger um eine Einschätzung gebeten wurde, kam 2014 zum Schluss, dass die Tiere am Max-Planck-Instituts in Tübingen mit großer Sorgfalt und Professionalität behandelt würden und die gezeigten „Bilder für alle eine Herausforderung“ seien. Die Überprüfung der Authentizität der Bilder sieht Treue jedoch nicht als seine Aufgabe. „Auch eine selektive Zusammenstellung authentischer Bilder verzerrt allerdings die wahrgenommenen Häufigkeiten.“ so Treue. Gezeigt worden sei nicht der Normalfall, sondern die Ausnahme.
Zu den Aufnahmen nahm Christina Beck, die Leiterin der Abteilung Kommunikation der Max-Planck-Gesellschaft, in einem Radiointerview wie folgt Stellung: „[…] sie sind nicht authentisch in Teilen darüber hinaus sind sie auch oftmals mit falschen Text unterlegt […] also da wird dann immer wieder von einem blutig verschmierten Affenkopf gesprochen, dass es sich jedoch von Jodtinktur handelt, diese Informationen werden gar nicht gegeben insofern wird also ein völlig falsch und irreführender Text unter das Bild gelegt.“, so Pressesprecherin. Mehrere Medien übernahmen die Aussagen der Pressesprecherin, so etwa Welt am Sonntag. Nikos Logothetis, Direktor am Max-Planck-Institut für biologische Kybernetik in Tübingen, kündigte jedoch an künftig keine Versuche mehr mit Affen zu machen. Er möchte darüber auch nicht mehr reden. Hunderte Wissenschaftler, darunter 16 Nobelpreisträger, bekundeten ihre Solidarität mit dem Leiter des Instituts. Während der Soko Tierschutz e. V. die Kampagne weiterführte, ermittelte nunmehr die Staatsanwaltschaft Tübingen gegen das MPI wegen Verstößen gegen das Tierschutzgesetz. Tübingens Oberbürgermeister Boris Palmer bezeichnete dies als „schweren Rückschlag für die Forschung“.
Im Dezember 2018 gab Volkart Wildermuth in einem Interview bekannt, dass einem Affen tatsächlich Wundflüssigkeit über das Gesicht lief und das Vertrauen zwischen der Arbeitsgruppe Logothetis und der Max-Planck-Gesellschaft definitiv Schaden genommen hat. Die MGP hatte nach dem Strafbefehl einen Teil der Leitungsfunktionen von Nikos Logothetis eingeschränkt, da wo es um Tierversuche geht, so Wildermuth weiter. Die Staatsanwaltschaft Tübingen stellte das Verfahren gegen Zahlung einer Geldauflage ein.
2022 wurden Obduktionsberichte des Chemischen und Veterinäruntersuchungsamts Stuttgart von 2009 veröffentlicht, aus denen hervorging, dass die Schädel der Tübinger Affen unter anderem Bohrlöcher und eine Fraktur aufwiesen. Insgesamt wurden sechs Affenkadaver aus Tübingen angeliefert, drei mit und drei ohne Kopf. Laut der Obduktionsberichte haben die Schädelmanipulationen für die Tiere ein wesentlich stärkeres Leid bedeutet, als in den Tierversuchen genehmigt war.

## Karte der Tierquälerei in Deutschland
Zusammen mit anderen Tierrechtsorganisationen, u. a. Aninova und Animal Rights Watch, veröffentlichte der Verein am 13. Juni 2021 die Karte der Tierquälerei in Deutschland. Auf der Karte die dem ARD-Magazin Fakt exklusiv vorlag, sind die von ihnen aufgedeckten Skandale der vergangenen sieben Jahre dokumentiert.

## Erfolge (Auswahl)

### 2013: Nerzöl aus dem deutschen Handel verbannt
Der SOKO Tierschutz e. V. führte u. a. gegen die Handelsketten Müller, DM, Rossmann, Real, Edeka, Rewe und alle weiteren Händler des Nerzöls eine erfolgreiche Kampagne. Die Supermärkte und Drogerien, sowie diverse Zoofachmärkte sind heute nerzölfrei. Nerzöl wird aus den Kadavern der Pelzproduktion hergestellt.

### 2020: Hamburg schließt Laboratory of Pharmacology and Toxicology (LPT)
SOKO Tierschutz und Cruelty Free International brachten die Geschehnisse durch eine monatelange Undercover-Recherche in die Öffentlichkeit. Die Aufnahmen der misshandelten Hunde, Katzen und Affen führten mit bis zu 15000 Demonstranten gegen Tierversuche zu den größten Protesten der deutschen Tierschutzgeschichte.

### Schlachthofschließungen
Die Schlachtbetriebe von Mecke sowie die Metzgereien in Lünen und Werne und die Tiersammelstelle Werne, in der vor allem Rinder und Pferde von Mitarbeitern schwer misshandelt wurden, bevor sie in einen naheliegenden Schlachthof gebracht werden, wurden geschlossen. Zudem hat der Geschäftsführer von Mecke ein Tierhalteverbot erhalten.
Ein Betrieb in Düdenbüttel bei Stade hatte sich auf das Aufsammeln kranker und transportunfähiger Kühe aus der Milchindustrie spezialisiert und an Seilwinden in den Schlachthof gezerrt. Angeklagt wurden 15 Fälle von Verstößen gegen das Tierschutzgesetz und 9 Fälle von gewerbsmäßigem Betrug durch den Handel mit illegal erzeugten minderwertigen Fleisch. Der Geschäftsführer und sein Sohn wurden zu einer Haftstrafe von einem Jahr und 10 Monaten und 9 Monaten zur Bewährung, und jeweils Geldstrafen von 4000 Euro und 1000 Euro verurteilt.
Im September 2020 wurde bekannt, dass der baden-württembergische Minister für Ernährung, Ländlichen Raum und Verbraucherschutz Peter Hauk (CDU) dafür gesorgt hatte, dass gegen den Schlachthof Gärtringen kein Zwangsgeld festgesetzt wurde. Der Verein, der im September Bildmaterial von Tierquälerei aus dem Schlachthof Gärtringen veröffentlicht hatte, zeigte ihn daraufhin wegen Beihilfe zur Tierquälerei an. Der Schlachthof Gärtringen wurde geschlossen und soll nach den notwendigen Umbauten ein Standort für die praxisnahe Lehre in den Tierwissenschaften und in der Forschung sein, gemeinsam mit der Universität Hohenheim.
Nachdem der Verein im November 2020 Bildmaterial aus einem Schlachthof in Biberach an der Riß veröffentlichte, sprach die SPD von einem erneuten Tiefschlag in Sachen Tierschutz und forderte den Rücktritt des Ministers. Der Schlachthof Biberach wurde vorläufig geschlossen.
2021 veröffentlichte der Verein Aufnahmen, in denen Tiere illegal geschächtet wurden. In Deutschland ist das Schlachten ohne vorherige Betäubung grundsätzlich verboten. In einem schriftlichen Bericht für den Landtag befasste sich auch das Umweltministerium mit dem Vorgang: „Eine erste Sichtung des Videomaterials lässt erschreckende Filmaufnahmen über Aufhängen von Tieren bei vollem Bewusstsein und Töten durch Kehlschnitt ohne Betäubung erkennen.“ Demnach war nach Informationen der Tierrechtsorganisation die Rede davon, dass allein in diesem Jahr mindestens 117 Schafe und 31 Rinder nachts außerhalb der regulären Schlachtzeiten ohne amtliche Schlachttier- und Fleisch-Untersuchung geschächtet wurden. Der gesamte Schlachtbetrieb auf dem Hof sei weiterhin untersagt, so der Kreissprecher. Den beiden Betreibern wurde zudem der Umgang mit Tieren verboten.
Im Juli 2023 veröffentlichte Soko Tierschutz ein Video, das nicht fachgerechte Schlachtungen und Tierquälerei im Schlachthof Aschaffenburg dokumentierte. Der Schlachthof wurde binnen weniger Tage behördlich geschlossen. Dies war bereits das 14. Mal, dass Recherchen von Soko Tierschutz zur Schließung eines Schlachthofs führten.

## Friedrich Mülln
Der Gründer des Vereins, Friedrich Mülln, recherchierte bereits lange vor der Vereinsgründung über Missstände in der Tierhaltung. Am 14. Oktober 2008 erhielt Friedrich Mülln für Aufdeckungen zum Thema Tierquälerei und insbesondere für seinen erfolgreichen Rechtsstreit um Meinungsfreiheit mit dem Konzern Covance den Preis für Zivilcourage der Solbach-Freise-Stiftung.

## Namensgebung
Der Name SOKO Tierschutz wurde von einem großen Polizeieinsatz in Österreich gegen die Tierschutzszene abgeleitet, der von einer eigens gegründeten SOKO Tierschutz durchgeführt wurden war.

## Ehrungen – Auszeichnungen
- Lush Prize (2015)[31]
- taz-Panter-Preis (2018)[32]
- Deutscher Engagementpreis (2019)[33]
- Lush Prize (2020)[34]
- Peter-Singer-Preis (2022)[35]

## Transparenz
Der Verein hat sich der Initiative Transparente Zivilgesellschaft angeschlossen, einer Initiative für Transparenz gemeinnütziger Organisationen des Transparency International.

## Sonstiges
2022 entstanden mit der Zusammenarbeit des Vereins die Dokumentationen Aufgedeckt: Das dunkle Geheimnis der Milchbetriebe und Undercover in der Pelzfarm von Robert Marc Lehmann.